# Gele Tulbandenopstand
De Gele Tulbandenopstand was een opstand die in 184 op verschillende plaatsen in China tegelijk uitbrak tegen de gevestigde Oostelijke Han-dynastie. Aanvoerder van de opstand was Zhang Jue (張角), een taoïstische spirituele leider. De opstand werd in hetzelfde jaar goeddeels onderdrukt, met name door toedoen van de Han-generaals Huangfu Song en Zhu Jun, maar zou nog zeker twee decennia blijven naweeën met kleinere opstanden en gevechten.

## Oorzaken
Rond het jaar 180 heerste er in het Chinese Keizerrijk onrust. Het centrale gezag was zwak; Keizer Ling was in de greep van de eunuchen in het paleis en veel ministers waren corrupt. Het land lag er slecht bij.
In de volgende jaren was er een hongersnood door mislukte oogsten, waardoor de bevolking met voedseltekorten kampte. De regering deed niets om haar onderdanen te helpen, en de burgers werden veroordeeld tot verhongering.

## Opkomst van de Gele Tulbanden
Zhang Jue was al jaren voor de opstand bezig met het verwerven van aanhangers onder de boerenbevolking, die zich onderscheidden door het dragen van een gele tulband. Aanhangers werden verspreid over 16 Divisies ('Fang' 方) en elke Divisie kreeg een leider toegewezen. Hij geloofde dat de Gele Tulbanden in het jaar 184 (dat “Jiazi” werd genoemd), een boerenregime zouden kunnen vestigen. Jiazi was het eerste jaar van een nieuwe cyclus van 60 jaar, een soort millennium. Zijn vertrouweling Ma Yuanyi was een van de Divisieleiders die de opstand organiseerde die daartoe zou moeten leiden. Ma Yuanyi wist in de Han-hoofdstad Luoyang de steun te verwerven van enige eunuchen aan het keizerlijk hof, maar werd voortijdig door een overloper verraden en geëxecuteerd.

## De opstand
Zhang Jue die zichzelf “Hemels Generaal” noemde, zag zich na de executie van Ma Yuanyi genoodzaakt de opstand eerder dan gepland in te zetten. Hij werd hierbij geholpen door zijn jongere broers Zhang Bao (de “Generaal van de Aarde”) en Zhang Liang (de “Generaal van de Mensen”). Zijn aanhangers begonnen op een afgesproken moment gelijktijdig met grootschalige aanvallen op regeringsfunctionarissen die hierbij massaal werden vermoord. De opstand overrompelde keizer Ling. Deze benoemde de broer van de keizerin, He Jin, tot opperbevelhebber bij de verdediging van Luoyang. Generaal Lu Zhi werd erop uitgezonden om Zhang Jue te bevechten. De generaals Huangfu Song en Zhu Jun moesten in Yingchuan (in de huidige provincie Henan) de Gele Tulbanden aanvallen, die onder leiding stonden van Bo Cai. Bo Cai wist de aanval in eerste instantie af te slaan. Toen het Han-leger vervolgens gebruik maakte van een  droge storm om het kamp van de Gele Tulbanden in brand te zetten, sneuvelden Bo Cai en tienduizenden opstandelingen. Tegelijkertijd had Zhang Jue zich in de stad Guangzong (in de huidige provincie Hebei) verschanst tegen de aanval van Lu Zhi en wist daar stand te houden. Lu Zhi werd vervangen door Huangfu Song die met een verrassingsaanval meer dan 80.000 Gele Tulbanden wist uit te schakelen.  De opstandelingen trokken zich vervolgens terug in Xiaquyang maar werden ook daar door Huangfu Song verslagen, waarbij 100.000 Gele Tulbanden sneuvelden. Ook Zhang Jue en zijn twee broers stierven. Na 9 maanden was de opstand neergeslagen.

## Nasleep
Na de opstand, bleven er nog lange tijd schermutselingen  plaatsvinden. De Gele Tulbanden waren bovendien niet geheel uitgeschakeld. In 192 waren er nog 30.000 Gele Tulbanden actief in het gebied van de huidige provincie Shangdong. In 205 was hun aantal in het gebied van de huidige provincie Hebei weer toegenomen tot 100.000. De Han-dynastie was ernstig verzwakt en zou in 220 bezwijken door diverse militaire coups.